# New Bomb Turks

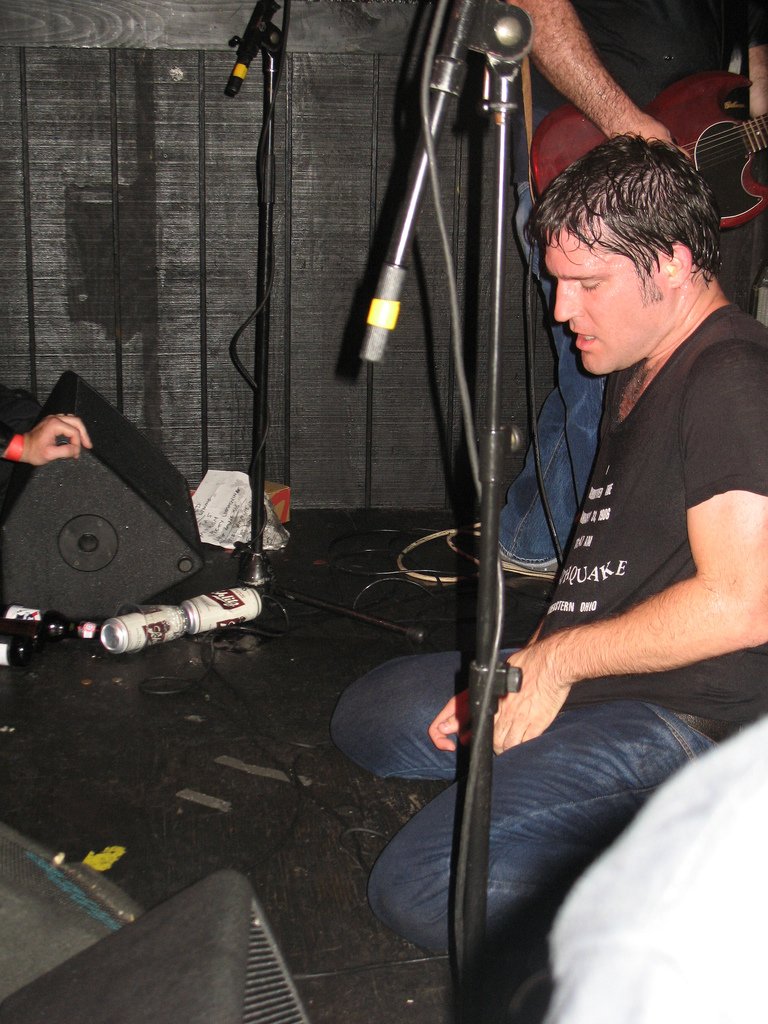
Sänger Eric Davidson im Jahr 2006

Die New Bomb Turks ist eine 1993 gegründete Punkband aus Ohio. Ihre Musik ist stark beeinflusst von Punk-Rock, Surfrock und besitzt auch zum Teil Psychobilly-Elemente.
Der Name der Band stammt aus dem B-Movie "The Hollywood Knights" von Robert Wuhl. Die Musik der Band mischt Garagenrock und Punkelemente. In ihrem Repertoire haben sie einige Cover-Versionen von Wire, Billy Childish, New York Dolls und anderen.
Die Band hat zahlreiche Singles und EPs, aber auch LPs vor allem über die Plattenfirmen Crypt Records und Epitaph Records veröffentlicht, ihre Songs finden sich auf vielen Compilations. Sie sehen sich als Live-Band und hatten demzufolge auch in Europa viele Auftritte. Neben Gigs in kleineren Clubs spielten sie auch beim Bizarre-Festival 2000. 
2005 verkündeten die New Bomb Turks ihre Auflösung und spielten noch eine Abschiedstour in den Vereinigten Staaten und Europa. Private und berufliche Gründe wurden als Auslöser genannt. Gitarrist Jim Weber konzentrierte sich beispielsweise auf seinen Beruf als Englischlehrer an der 10. und 11. Klasse der Hilliard Davidson High School.
Überraschend spielte die Band nur wenige Jahre später vereinzelt auf Konzerten in den Vereinigten Staaten und verkündeten weitere Auftritte, auch wenn diese nur noch sporadisch und nicht im Stil vergangener Tage sein werden. Seit ihrer Auflösung haben die New Bomb Turks zudem ihre Website nicht mehr aktualisiert. 

## Besetzung
- Eric Davidson (Gesang)
- Jim Weber (Gitarre)
- Matt Reber (Bass)
- Bill Randt (Erstbesetzung), jetzt Sam Brown (Schlagzeug)

## Diskografie
EPs
- So cool so clean so sparkling clear, 1992, datapanik records
- so young, so fair, so debonair, 1993, empty records
- split 7" with GAUNT, 1993, helter skelter records
- i'm weak / summer romance, 1993, get hip records
- Drunk On Cock, 1993, Engine
- Split 7" with ENTOMBED, 1995, Earache Rec.
- Split 7" with HELLACOPTERS, 1999, aynway rec.
- trying to get by / last lost fight, 1992, SFTRI
- sharpen-up time / laissez-faire stare, 1993, bag of hammers

Alben
- !!Destroy-Oh-Boy!!, 1992, Crypt
- Information Highway Revisited, 1994, Crypt
- Pissing Out The Poison: Singles And Other Swill '90-'94, 1995, Crypt
- Scared Straight, 1996, Epitaph
- At Rope's End, 1998, Epitaph
- The Big Combo, 1999, Dropkick Records, Compilation
- Nightmare Scenario, 2000, Epitaph
- The Night Before The Day The Earth Stood Still, 2002, Gearhead
- Switchblade Tongues, Butterknife Brains, 2003, Gearhead